# Papa Gregório III
Gregório III (em latim: Gregorius III), natural da Síria, data de nascimento desconhecida, (28 de novembro de 741), foi o 90º Papa e líder mundial do Cristianismo, eleito por aclamação em 18 de março de 731, durante o funeral do seu antecessor Gregório II e consagrado no mesmo dia.
Convocou um sínodo em Roma contrário à heresia dos iconoclastas, que condenou  (731) e tirou Roma do domínio do exarcado de Ravena. Em luta constante contra o imperador bizantino e os lombardos, pediu ajuda armada a Carlos Martel, rei dos francos, mas não a obteve. Renomeou São Bonifácio arcebispo da Germânia (732). As esmolas começaram a ser chamadas de "óbolo de São Pedro", sendo hoje uma das fontes de renda da cidade do Vaticano.
A data de sua morte é desconhecida, em novembro ou dezembro de 741. Foi sepultado no oratório de Nossa Senhora, construído para si na Basílica de São Pedro. Foi o último Papa não europeu antes do Papa Francisco e o último Papa de etnia não europeia.